# یاسین رامین
یاسین رامین (زاده ۱۳۶۰) مدیر پیشین مرکز دارویی «رشد» و متهم یکی از پرونده‌های فساد مالی در ایران است. یاسین همسر مهناز افشار هنرپیشه سینما و فرزند محمدعلی رامین مشاور مطبوعاتی محمود احمدی‌نژاد است.

## زندگی شخصی
همسر نخست یاسین رامین دختر یک مقام بلندپایه نظامی امنیتی بوده و خطبه آنها را سید علی خامنه‌ای خوانده بود. خطبه عقد او با مهناز افشار را سید محمد خاتمی خوانده است.

## محکومیت‌ها

### واردات دارو و تجهیزات پزشکی
او در مرداد ۱۳۹۵ با شکایت جمعیت هلال احمر ایران بازداشت و در اسفند همان سال با وثیقه آزاد شد. او متهم شد که دو میلیون یورو از جمعیت هلال احمر برای واردات دارو و تجهیزات پزشکی دریافت کرده، اما این مبلغ را به فروشنده تحویل نداده است. رامین در دادگاه بدوی به ۱۷ سال حبس محکوم شد که ۷ سال آن قابل اجرا است. یاسین رامین در سال ۱۳۹۸ در مصاحبه‌ای با بی‌بی‌سی فارسی این اتهام‌ها را تکذیب کرد و گفت پرونده او به دلیل اختلاف حساب میان شرکت‌های زیرمجموعه هلال احمر بوده و رقم آن حدود ۸۰۰ هزار دلار است. او پس از تغییر دولت به ابراهیم رئیسی و قاضی پرونده در آبان ۱۴۰۰ تبرئه شد. در اردیبهشت ۱۴۰۳ دیوان عالی ایران با نقض حکم تبرئه یاسین رامین، او را به سه سال زندان و ۸۷۳ هزار یورو جریمه محکوم کرد. یاسین رامین در واکنش گفت او و وکلایش از فرایند رسیدگی و رای بی‌خبر بوده‌اند و این حکم تاوان عدم سکوت او است. مهناز افشار همسر او در شبکه اجتماعی ایکس نوشت «تبرئه یاسین رامین را شکستند تا طرفداران رژیم را راضی کنند».

### شیر خشک
یاسین رامین در رسانه‌ها به واردات و توزیع شیرخشک آلوده متهم شد.

## سوابق کاری
مدیر عامل پیشین شرکت رشد در آلمان متعلق به جمعیت هلال احمر جمهوری اسلامی ایران